# Sucre (Sucre)
Pour les articles homonymes, voir Sucre (homonymie).
Sucre est une municipalité de Colombie, située dans le département de Sucre, dont elle ne constitue pas le chef-lieu (situé à Sincelejo).

## Description
Peuplée de 26 590 habitants (en 2003), son territoire s'étend sur 1 138,9 km2.
Son alcade (maire) est Roder Martinez.